# Produs interior Frobenius
În matematică produsul interior Frobenius este o operație binară între două matrici, ar cărei rezultat este un scalar. Este adesea notat {\displaystyle \langle \mathbf {A} ,\mathbf {B} \rangle _{\mathrm {F} }}. Operația este un produs interior pe elemente a două matrici ca și cum ar fi vectori și satisface axiomele pentru un produs interior. Cele două matrici trebuie să aibă aceeași dimensiune — același număr de linii și coloane, dar nu sunt restricționate să fie matrici pătrate.
Poartă numele matematicianului german Ferdinand Georg Frobenius.

## Definiție
Fiind date două matrici complexe n×m A și B, scrise explicit ca
{\displaystyle \mathbf {A} ={\begin{pmatrix}A_{11}&A_{12}&\cdots &A_{1m}\\A_{21}&A_{22}&\cdots &A_{2m}\\\vdots &\vdots &\ddots &\vdots \\A_{n1}&A_{n2}&\cdots &A_{nm}\\\end{pmatrix}}\,,\quad \mathbf {B} ={\begin{pmatrix}B_{11}&B_{12}&\cdots &B_{1m}\\B_{21}&B_{22}&\cdots &B_{2m}\\\vdots &\vdots &\ddots &\vdots \\B_{n1}&B_{n2}&\cdots &B_{nm}\\\end{pmatrix}}}
produsul scalar Frobenius este deefinit ca fiind
{\displaystyle \langle \mathbf {A} ,\mathbf {B} \rangle _{\mathrm {F} }=\sum _{i,j}{\overline {A_{ij}}}B_{ij}\,=\mathrm {Tr} \left({\overline {\mathbf {A} ^{T}}}\mathbf {B} \right)\equiv \mathrm {Tr} \left(\mathbf {A} ^{\!\dagger }\mathbf {B} \right)}
unde suprabararea indică conjugata complexă, iar {\displaystyle ^{\dagger }} indică adjuncta. Explicit, această sumă este
{\displaystyle {\begin{aligned}\langle \mathbf {A} ,\mathbf {B} \rangle _{\mathrm {F} }=&{\overline {A}}_{11}B_{11}+{\overline {A}}_{12}B_{12}+\cdots +{\overline {A}}_{1m}B_{1m}\\&+{\overline {A}}_{21}B_{21}+{\overline {A}}_{22}B_{22}+\cdots +{\overline {A}}_{2m}B_{2m}\\&\vdots \\&+{\overline {A}}_{n1}B_{n1}+{\overline {A}}_{n2}B_{n2}+\cdots +{\overline {A}}_{nm}B_{nm}\\\end{aligned}}}

### Relația cu alte produse
Dacă A și B sunt fiecare matrici reale, produsul scalar Frobenius este suma elementelor din produsul Hadamard. Dacă matricile sunt vectorizate (adică, convertite în vectori coloană, notați cu „{\displaystyle \mathrm {vec} (\cdot )}”), atunci
{\displaystyle \mathrm {vec} (\mathbf {A} )={\begin{pmatrix}A_{11}\\A_{12}\\\vdots \\A_{21}\\A_{22}\\\vdots \\A_{nm}\end{pmatrix}},\quad \mathrm {vec} (\mathbf {B} )={\begin{pmatrix}B_{11}\\B_{12}\\\vdots \\B_{21}\\B_{22}\\\vdots \\B_{nm}\end{pmatrix}}\,,}{\displaystyle \quad {\overline {\mathrm {vec} (\mathbf {A} )}}^{T}\mathrm {vec} (\mathbf {B} )={\begin{pmatrix}{\overline {A}}_{11}&{\overline {A}}_{12}&\cdots &{\overline {A}}_{21}&{\overline {A}}_{22}&\cdots &{\overline {A}}_{nm}\end{pmatrix}}{\begin{pmatrix}B_{11}\\B_{12}\\\vdots \\B_{21}\\B_{22}\\\vdots \\B_{nm}\end{pmatrix}}}
Prin urmare
{\displaystyle \langle \mathbf {A} ,\mathbf {B} \rangle _{\mathrm {F} }={\overline {\mathrm {vec} (\mathbf {A} )}}^{T}\mathrm {vec} (\mathbf {B} ).}

### Proprietăți
Este o formă sesquiliniară⁠(d), pentru patru matrici complexe A, B, C, D și două numere complexe a și b:
{\displaystyle \langle a\mathbf {A} ,b\mathbf {B} \rangle _{\mathrm {F} }={\overline {a}}b\langle \mathbf {A} ,\mathbf {B} \rangle _{\mathrm {F} }}
{\displaystyle \langle \mathbf {A} +\mathbf {C} ,\mathbf {B} +\mathbf {D} \rangle _{\mathrm {F} }=\langle \mathbf {A} ,\mathbf {B} \rangle _{\mathrm {F} }+\langle \mathbf {A} ,\mathbf {D} \rangle _{\mathrm {F} }+\langle \mathbf {C} ,\mathbf {B} \rangle _{\mathrm {F} }+\langle \mathbf {C} ,\mathbf {D} \rangle _{\mathrm {F} }}
Permutarea matricelor înseamnă o conjugare complexă:
{\displaystyle \langle \mathbf {B} ,\mathbf {A} \rangle _{\mathrm {F} }={\overline {\langle \mathbf {A} ,\mathbf {B} \rangle _{\mathrm {F} }}}}
Dacă este aceeași matrice,
{\displaystyle \langle \mathbf {A} ,\mathbf {A} \rangle _{\mathrm {F} }\geq 0},
și
{\displaystyle \langle \mathbf {A} ,\mathbf {A} \rangle _{\mathrm {F} }=0\Longleftrightarrow \mathbf {A} =\mathbf {0} }.

### Norma Frobenius
Produsul scalar are norma Frobenius:
{\displaystyle \|\mathbf {A} \|_{\mathrm {F} }={\sqrt {\langle \mathbf {A} ,\mathbf {A} \rangle _{\mathrm {F} }}}\,.}

## Exemple

### Matrici reale
Pentru două matrici reale, dacă
{\displaystyle \mathbf {A} ={\begin{pmatrix}2&0&6\\1&-1&2\end{pmatrix}}\,,\quad \mathbf {B} ={\begin{pmatrix}8&-3&2\\4&1&-5\end{pmatrix}}}
atunci
{\displaystyle \langle \mathbf {A} ,\mathbf {B} \rangle _{\mathrm {F} }=2\cdot 8+0\cdot (-3)+6\cdot 2+1\cdot 4+(-1)\cdot 1+2\cdot (-5)=21}

### Matrici complexe
Pentru două matrici complexe, dacă
{\displaystyle \mathbf {A} ={\begin{pmatrix}1+i&-2i\\3&-5\end{pmatrix}}\,,\quad \mathbf {B} ={\begin{pmatrix}-2&3i\\4-3i&6\end{pmatrix}}}
atunci
{\displaystyle \langle \mathbf {A} ,\mathbf {B} \rangle _{\mathrm {F} }=(1-i)\cdot (-2)+2i\cdot 3i+3\cdot (4-3i)+(-5)\cdot 6=-26-7i}
în timp ce
{\displaystyle \langle \mathbf {B} ,\mathbf {A} \rangle _{\mathrm {F} }=(-2)\cdot (1+i)+(-3i)\cdot (-2i)+(4+3i)\cdot 3+6\cdot (-5)=-26+7i}
Produsele scalare Frobenius ale lui A cu sine însăși, respectiv, B cu sine însăși, sunt:
{\displaystyle \langle \mathbf {A} ,\mathbf {A} \rangle _{\mathrm {F} }=2+4+9+25=40}{\displaystyle \qquad \langle \mathbf {B} ,\mathbf {B} \rangle _{\mathrm {F} }=4+9+25+36=74}